# Horitzontal
Horitzontal és allò paral·lel al pla de l'horitzó. Una recta o pla perpendicular al pla de l'horitzó és vertical. Un element vertical és, doncs, sempre perpendicular a un d'horitzontal, és a dir que formen entre si un angle recte.
S'utilitzen aquests conceptes sobre qualsevol pla per a dibuixar, descriure i calcular trajectòries perpendiculars entre si com en arquitectura, enginyeria, enginyeria civil, o en el cas del tauler d'escacs per donar alguns exemples.
En geodèsia, la recta horitzontal ve determinada, en cada punt de la superfície terrestre, per la direcció perpendicular a la de la plomada, que és sempre paral·lela a l'horitzó terrestre. Una forma més senzilla de determinar-la és, estant a la vora d'un llac amb aigua totalment tranquil·la, un veler estaria en posició horitzontal i el seu pal estaria en posició vertical.